# Джек, Шейна
 Шейна Джек (англ. Shayna Jack; род. 6 ноября 1998) — австралийская пловчиха. Она завоевала золотые медали в эстафете 4 × 100 метров вольным стилем и эстафете 4 × 200 метров вольным стилем на летних Олимпийских играх 2024 года в Париже.
С 2019 по 2021 год Джек была отстранена от участия в соревнованиях за нарушение антидопинговых правил, связанное с непреднамеренным использованием лигантрола.
|   | Мировые рекорды            | Время   | Событие         | Дата         | Место          | Прим. |
| - | -------------------------- | ------- | --------------- | ------------ | -------------- | ----- |
| 1 | эстафета 4×100 м в/с       | 3:27.96 | ЧМ-2023 Фукуока | 23 июля 2023 | Япония Фукуока | [ 3 ] |
| 2 | эстафета 4×200 м в/с       | 7:37.50 | ЧМ-2023 Фукуока | 27 июля 2023 | Япония Фукуока | [ 4 ] |
| 3 | смеш. эстафета 4×100 м в/с | 3:18.83 | ЧМ-2023 Фукуока | 29 июля 2023 | Япония Фукуока | [ 5 ] |